# Lee Ho
Lee Ho ((이호?, 李浩?); Seul, 22 ottobre 1984) è un calciatore sudcoreano, centrocampista del Muangthong United.

## Caratteristiche tecniche
Centrocampista difensivo, ricopre quasi sempre il ruolo di perno davanti alla difesa.

## Carriera

### Club
Comincia la sua carriera all'età di 10 anni. Nel 2001 sostiene un provino annuale con il Cruzeiro, in Brasile, mentre nell'estate del 2002 lo sostiene con la primavera del ChievoVerona, in Italia.
Nel 2003 lascia perdere l'avventura estera, andando a giocare nell'Ulsan Hyundai, club della K-League, massima divisione sudcoreana. Colleziona 56 presenze in campionato, vincendolo insieme alla supercoppa nel 2005.
Nel 2006, dopo il Mondiale, seguendo il connazionale Kim Dong-jin e il commissario tecnico Dick Advocaat, prova l'avventura russa con lo Zenit San Pietroburgo.

### Nazionale
Lee Ho è nel giro della Nazionale sudcoreana dal 2005 ed ha giocato tutte e tre le gare disputate dalla sua nazionale nel corso del campionato del mondo 2006.

## Statistiche

### Presenze e reti nei club
| Stagione  | Squadra               | Campionato | Campionato | Campionato | Coppe nazionali | Coppe nazionali | Coppe nazionali | Coppe europee | Coppe europee | Coppe europee | Totale | Totale |
| Stagione  | Squadra               | Comp       | Pres       | Reti       | Comp            | Pres            | Reti            | Comp          | Pres          | Reti          | Pres   | Reti   |
| --------- | --------------------- | ---------- | ---------- | ---------- | --------------- | --------------- | --------------- | ------------- | ------------- | ------------- | ------ | ------ |
| 2003      | Ulsan HD              | KL         | 9          | 1          | CdCS            | ?               | ?               | -             | -             | -             | ?      | ?      |
| 2004      | Ulsan HD              | KL         | 18         | 1          | CdCS            | ?               | ?               | -             | -             | -             | ?      | ?      |
| 2005      | Ulsan HD              | KL         | 22         | 1          | CdCS            | ?               | ?               | -             | -             | -             | ?      | ?      |
| 2006      | Ulsan HD              | KL         | 7          | 1          | CdCS            | ?               | ?               | -             | -             | -             | ?      | ?      |
| 2006-2007 | Zenit San Pietroburgo | PL         | 18         | 1          | CdRu            | 4               | 0               | -             | -             | -             | 22     | 1      |
| 2007-2008 | Zenit San Pietroburgo | PL         | 0          | 0          | CdRu            | 1               | 0               | CU            | 4             | 0             | 5      | 0      |
| 2008      | S. Ilhwa Chunma       | KL         | 5          | 1          | CdCS            | ?               | ?               | -             | -             | -             | ?      | ?      |
| Totale    | Totale                | Totale     | 74         | 5          |                 | ?               | ?               |               | 4             | 0             | ?      | ?      |

## Palmarès

### Club

#### Competizioni nazionali
- K-League: 1

Ulsan Hyundai Horang-i: 2005
- Supercoppa della Corea del Sud: 1

Ulsan Hyundai Horang-i: 2005
- Campionato russo: 1

Zenit: 2007
- Supercoppa di Russia: 1

Zenit: 2008

#### Competizioni internazionali
- Coppa UEFA: 1

Zenit: 2007-2008
- Supercoppa UEFA: 1

Zenit: 2008
- AFC Champions League: 1

Ulsan Hyundai: 2012